# Костадинов, Костадин (футболист)
Костадин Стефанов Костадинов  (болг. Костадин Стефанов Костадинов; род. 25 июня 1959, Пловдив) — болгарский футболист, полузащитник. Заслуженный мастер спорта Болгарии (1985).

## Карьера

### Клубная карьера
Во взрослом футболе дебютировал в 1975 году в клубе «Ботев» (Пловдив), где играл на протяжении следующих двенадцати сезонов. Вместе с клубом в сезоне 1980/81 стал обладателем Кубка Болгарии.
В 1987 году перешёл в португальский клуб «Брага», где отыграл один сезон, а затем ненадолго вернулся в «Ботев» (Пловдив). В 1988 году переехал в Грецию, где на протяжении двух сезонов выступал за клуб «Докса» (Драма). Завершил карьеру футболиста в 1992 году в родном клубе «Ботев» (Пловдив), в который вернулся в 1990 году.

### Карьера в сборной
14 февраля 1979 года дебютировал в официальных матчах в составе национальной сборной Болгарии в товарищеском матче против сборной Румынии. В составе сборной являлся участником чемпионата мира 1986 года в Мексике, где принял участие в трёх матчах против сборных Италии, Южной Кореи и Мексики.
Всего с составе сборной принял участие в 44 матчах, забив восемь голов.

### Тренерская карьера
В 1992 году непродолжительное время возглавлял тренерский штаб клуба «Хебыр».

## Достижения
«Ботев» (Пловдив)
- Обладатель Кубка Болгарии: 1980/81